# Матаков, Василий Николаевич
Василий Николаевич Матаков (1918—1991) — полковник Советской Армии, участник Великой Отечественной войны, Герой Советского Союза (1942).

## Биография
Родился 31 декабря 1918 года в Николаеве. После окончания семи классов школы и школы фабрично-заводского ученичества работал слесарем на Николаевском судостроительном заводе. Параллельно с работой занимался в аэроклубе. В ноябре 1937 года был призван на службу в Рабоче-крестьянскую Красную Армию. В 1938 году он окончил Одесскую военную авиационную школу лётчиков. С июня 1941 года — на фронтах Великой Отечественной войны.
К июню 1942 года старший лейтенант был заместителем командира эскадрильи 27-го истребительного авиаполка 6-го истребительного авиакорпуса ПВО. В ночь с 25 на 26 июня 1942 года самолёт Матакова был сбит, во время вынужденной посадки лётчик получил тяжёлые травмы головы и позвоночника.
Указом Президиума Верховного Совета СССР «О присвоении звания Героя Советского Союза начальствующему составу войск противовоздушной обороны» от 4 марта 1942 года за «образцовое выполнение боевых заданий командования и проявленные при этом отвагу и геройство» удостоен звания Героя Советского Союза с вручением ордена Ленина и медали «Золотая Звезда».
За время своего участия в войне совершил 360 боевых вылетов, принял участие в 25 воздушных боях, сбив 2 вражеских самолёта лично и ещё 6 — в составе группы.
После окончания войны Матаков продолжил службу в Советской Армии. В 1949 году он окончил Высшие офицерские лётно-тактические курсы ВВС. В июле 1958 года в звании полковника Матаков был уволен в запас. Жил и работал в Москве. Скончался 5 марта 1991 года, похоронен в колумбарии Донского кладбища Москвы.
Был также награждён орденом Красного Знамени, двумя орденами Отечественной войны 1-й степени, орденом Красной Звезды, рядом медалей.